# Ludwig von Basedow
Ludwig Basedow, ab 1833 Ludwig von Basedow, (* 2. Oktober 1774 in Dessau; † 4. Dezember 1835 ebenda), herzoglich anhalt-dessauischer wirklicher Geheimer Rat und Regierungspräsident.

## Leben
Er war ein Sohn des Pädagogen Johann Bernhard Basedow (1724–1790). Von seinem sechsten bis zum 14. Lebensjahr besuchte er die väterliche Schule, das Philanthropinum in Dessau. Wenig später nahm er im Jahre 1792 ein Studium der Rechtswissenschaften an der Universität Frankfurt auf, das er an der Universität Halle zum Abschluss brachte.
1795 kehrte Basedow nach Dessau zurück und verdingte sich zunächst als Advokat und Gerichtshalter, heiratete 1796 und fand 1797 eine Anstellung als Sekretär an der Rechtskammer. Späterhin wurde er Mitglied des Kammerkollegiums, avancierte 1804 zum Assessor und 1807 zum Rat. 1814 ließ er sich von diesen Aufgaben suspendieren und wechselte als Rat bei der Justizbehörde zur Landesregierung.
In der neuen Stellung war er insbesondere mit den stetigen Konflikten mit dem umliegenden Preußen insbesondere der preußischen Steuergesetzgebung befasst. 1828 war er in herzoglicher Beauftragung mit den finalen Verhandlungen mit der preußischen Regierung befasst, die endlich in einem Vertrag mündeten. Bis zu seiner Berufung zum Regierungspräsidenten im Geheimen Rat im Jahre 1831 war er mit Steuergeschäften befasst.
Da es ihm nunmehr gelang zwischen den anhaltischen und preußischen Steuerinteressen abermals Einvernehmen herzustellen, wurde er sowohl mit den kaiserlich österreichischen Leopolds-Orden als auch mit dem Roten Adlerorden geehrt.
1833 wurde er mit Beilegung des adligen Wappens der gleichnamigen mecklenburgischen Familie, vom Herzog in den erblichen Adelstand gehoben. Damit wurde Basedow zum Stifter der adligen Familie von Basedow. Er hatte mit seiner Frau Johanna Krüger (1776–1837), einer Tochter des Forstmeisters Krüger mehrere Kinder. Von seinen zwei Söhnen wurde der ältere, Friedrich von Basedow, ebenfalls herzoglich anhalt-dessauischer Regierungspräsident, der jüngere aber, Carl von Basedow (1799–1854) wurde königlich preußischer Sanitätsrat und beschrieb schließlich die nach ihm benannte Basedowsche Krankheit.

## Werke
- Freimüthige Worte eines Deutschen in Anhalt über die durch ein königl. preuß. Ministerialrescript verfügte Ausdehnung der in dem königl. Gesetz vom 26. Mai 1818 für die preuß. Staaten transitirenden Waaren. Dessau 1819.
- Beleuchtung der Verhältnisse Anhalts zu Preußen, in Bezug auf das von Letzteren angenommene und auf Ersteres ausgedehnte Zoll- und Steuersystem. Dessau 1819.
- An die Leser des Stenzelschen Handbuchs der anhaltschen Geschichte. Dessau 1821.